# 阮玉淑慎
感德公主阮玉淑慎（越南语：／；1825年10月1日—1907年2月18日），越南阮朝明命帝第二十女，生母宮人陳氏嚴。

## 生平
明命六年八月二十日（1825年10月1日），阮玉淑慎在順化皇城出生。嗣德三年（1850年），公主26歲，下嫁掌營黎文信之孫、該隊黎文勇之子黎文琅。嗣德二十二年（1869年），嗣德帝封淑慎為感德公主。成泰十九年正月六日（1907年2月18日），公主去世，享年八十三歲，諡號不詳，葬於承天府廣田縣富良總富良社（今屬承天順化省廣田縣廣安社富良村）。